# Camelina hispida
Camelina hispida är en korsblommig växtart som beskrevs av Pierre Edmond Boissier. Enligt Catalogue of Life ingår Camelina hispida i släktet dådror och familjen korsblommiga växter, men enligt Dyntaxa är tillhörigheten istället släktet dådror och familjen korsblommiga växter. Arten har ej påträffats i Sverige.

## Underarter
Arten delas in i följande underarter:
- C. h. hispida
- C. h. lasiocarpa